# Ugaritska besedila
Ugaritska besedila so korpus starodavnih klinopisnih besedil, odkritih leta 1928 v Ugaritu (Ras Shamra) in Ras ibn Haniju, Sirija. Pisana so v ugaritščini, sicer neznanem semitskem jeziku. Do zdaj je bilo odkritih približno 1.500 besedil in fragmentov. Besedila so bila napisana v 13. in 12. stoletju pr. n. št.
Med Ugaritskimi besedili je edinstven najstarejši znani abecednik, seznam črk v abecednem  klinopisu, v katerem niso samo črke, zapisane v kanonskem zaporedju feničanske pisave, ampak  tudi njihova imena. 
Druge tablice, odkrite na istih najdiščih, so pisane v drugih jezikih (sumerščina, huritščina, akadščina), egipčanskih in luvijskih hieroglifih in ciprsko-minojski pisavi.

## Odkritja

### Prvo odkritje
Med izkopavanji starodavnega Ugarita, odkritega leta 1928/1929 v Ras Shamri, Sirija, je bilo odkritih več depojev klinopisnih glinastih tablic. Vse so bile iz zadnjega ugaritskega obdobja okoli leta 1200 pr. n. št. Besedila so bila napisana v dotlej neznanem severozahodnem semitskem jeziku. Druge tablice so bile pisane v že omenjennih drugih jezikih in pisavah.
Tablice so bile odkrite v dvorni knjižnici, tempeljski knjižnici in dveh zasebnih knjižnicah diplomata Rapanuja, dotlej edinstvenih na svetu. V knjižnicah so se hranila diplomatska, pravna, gospodarska, administrativna, strokovna, knjižna in verska besedila.

### Izkopavanja leta 1958
Med izkopavanji leta 1958 je bila odktita še ena knjižnica glinastih tablic. Tablice so bila prodane na črnem trgu in bile začasno izgubljene.  "Claremontske tablice iz Ras Shamre" so zdaj na Inštitutu za antiko in krščanstvo univerze Claremont v Kaliforniji. Objavil jih je Loren R. Fisher leta 1971.

### Izkopavanja leta 1973
Do leta 1970 je izkopavanja vodil Claudea Schaeffer. Nasledil ga je Henri de Contenson, njega Jean Margueron in Marguerite Yon, njiju pa  Yves Calvet in  Bassam Jamous, ki je bil od leta 2005  generalni direktor antikvitet in muzejev.  Med reševalnimi izkopavanji leta 1973 je bil odkrit še arhiv približno 120 tablic.

### Izkopavanja leta 1994
Leta 1994 je bilo v veliki zgradbi v Ugaritu odkritih še 300 tablic s konca pozne bronaste dobe.

## Pomembna besedila
V Ugatitu je bilo do zdaj odkritih približno 1.500 besedil in fragmentov. Vsa so iz 13. in 12. stoletja pr. n. št. Med najpomembnejša spada približno petdeset epskih pesnitev, med katerim je najpomembnejši Baalov krog, ki opisuje osnove vere in kulta kanaanskega boga Baala. Drugi pomembni pesnitvi sta Leganda o Keret in Zgodba o Akhat. Med drugimi besedili je 150 tablic z opisi ugaritskega kulta in obredov, 100 dopisov, zelo malo pravnih besedil (pravniški jezik tistega časa je bila akadščina) in nekaj sto administrativnih in gospodarskih besedil.
Strokovnjaki za hebrejsko Biblijo so  s primerjavo besedil odkrili vzporednice med kulturama starodavnega Izraela in Judeje in kulturami njunih sosedov.   Tablice odkrivajo vzporednice na primer med leviratsko poroko, s katero je prvorojenec dobil največji del dedičine, in  pravico prvorojenega sina, ki so jo prakticirali tudi v Ugaritu.
Enkratno med Ugaritskimi besedili je najstarejši znani abecednik, seznam črk v abecednem klinopisu. V abecedniku niso zapisane samo črke po hebrejsko-feničanski abecedi, ampak tudi njihova tradicionalna imena.